# Ристо Пророковић
Ристо Т. Пророковић Невесињац (Невесиње, 1869 — Невесиње, 28. април 1908) био је српски писац и историчар.

## Биографија
Један од веома истакнутих Невесињаца у периоду након ослобођења од Турака. Већ након завршене основне школе појављивао се својим чланцима у разним српским листовима, а касније је штампано и неколико његових књига.
Бавећи се националним и јавним радом 1891. дао је подстрек за оснивање Српског пјевачког друштва Застава. Био је његов утемељивач, предсједник и друштвени хоровођа. У његовој кући је била отворена прва основна школа у Невесињу гдје је и сам предавао. Због своје родољубиве дјелатности био је хапшен и затваран од аустријских власти, те је 1896. године побјегао у Црну Гору, а двије године касније прешао у Србију, у Пирот, гдје је покренуо политички лист Невесиње, који је убрзо престао излазити. Из Пирота прелази у Београд гдје живи дуже вријеме.
Када је тешко оболио, на препоруку Јована Скерлића пошао је за Дубровник. Након што је болест узнапредовала, пренесен је у Невесиње 27. априла 1908. године гдје је и умро истог дана.
Невесињска основна школа данас носи његово име.
Књижевни рад му је везан искључиво за Херцеговину и Црну Гору. На том пољу се истакао историјским списима, приповијеткама и једном драмом.

### Чланци
- Челик-Србин : посвећено пријатељу Н. Н. Херцеговцу / Т. Невесињац [Ристо Т. Пророковић-Невесињац]. – Босанска вила. – Год. 5, бр. 17 (15. септембар 1890), стр. 263.
- Опет хрватски шовинизам / Невесињац [Ристо Т. Пророковић-Невесињац]. – Босанска вила. – Год. 5, бр. 18 (30. септембар 1890), стр. 287-288.